# Аутсайдери (роман)
«Аутсайдери» (англ. The Outsiders) — роман, написаний американською письменницею С. Є. Хінтон, який вперше був опублікований в 1967 році у видавництві Viking Press.

## Сюжет
Оповідання ведеться від імені Понібоя Кертіса, який разом зі старшими братами Деррелом і Содапопом входить до складу молодіжної банди. Брати втратили батьків в результаті автомобільної катастрофи, і старший, Деррел, намагається замінити молодшим батька, відмовившись від навчання в коледжі, щоб влаштуватися на роботу. Содапоп також був змушений кинути школу, щоб принести в осиротілу сім'ю трохи грошей.
Угруповання, в яке вони входять, називається «Грізерс» (англ. Greasers) за жаргонною назвою гелю для волосся. Протистоять їм «Сокс» (англ. Socs), діти з більш забезпечених сімей. Хоча назва роману відноситься скоріше до Грізер, обидві групи, по суті є аутсайдерами, обмеженими соціально-економічними рамками.
У певні моменти герої починають розуміти, що прірва, що розділяє членів двох угрупувань, не робить їх різними людьми. Понібой і його друг Джонні знайомляться з двома дівчатами з Сокс. Коротке спілкування за той час, як дівчат проводжали додому, дає герою можливість усвідомити, що ті — такі ж люди з такими ж проблемами. Однак факт їх зустрічі викликає ревнощі з боку Грізерс. В черговій сутичці Джонні, обороняючись і захищаючи друга, вбиває одного з Сокс.
Побоюючись помсти друзі тікають з міста і ховаються в занедбаній церкві. Дні, які вони проводять там удвох, відкривають читачеві нові риси в зіпсованих вулицею підлітках. Незважаючи на жорстокий світ навколо вони не втратили здатності захоплюватися красою сходу. Хлопці перечитують «Віднесених вітром», Понібой розповідає Джонні вірш Роберта Фроста «Ніщо не залишається золотим».
Зв'язок з ними підтримує старший друг Даллас. Зібравшись в закусочній вони вирішують повернутися і спробувати залагодити проблему з владою, однак на зворотному шляху бачать церкву, обійняту полум'ям, ймовірно, з вини самих підлітків, які перед відходом не загасили сигарети. З'ясовується, що в палаючій церкви виявилися діти. Понібой і Джонні йдуть всередину, щоб врятувати їх. Це їм вдається, але Джонні виявляється притиснутим покрівлею, що обвалилась. Даллас рятує його.
Всі троє опинюються в лікарні, але серйозну травму отримав тільки Джонні. У нього перелом хребта, опіки третього ступеня, шок. Тим часом конфлікт між угрупованнями посилюється, призначається місце зустрічі для великої бійки. Однак як з боку Грізерс, так і з боку Сокс все більше з'являється тих, хто починає розуміти безглуздість і безперспективність протистояння. Багато, в тому числі і друг убитого, відмовляються від помсти.
Бійка все ж відбувається, Грізер перемагають, але повернення до лікарні до Джонні з радісною звісткою не надихає того. Джонні, як і інші, втомився від конфлікту, він заявляє, що «бійки не принесуть добра». Джонні при смерті. Звертаючись до Понібою, він вимовляє: «Залишайся золотим, Понібой, залишайся золотим», — повертаючись до тих днів, що вони разом провели в церкві, милуючись сходом і читаючи вірші.
Звістка про смерть Джонні шокує всіх членів банди, але незабаром їх наздоганяє звістка про смерть ще одного друга. Даллас був застрелений поліцейськими. Захоплений гонитвою, він витягує розряджений пістолет і націлюється на служителів порядку. Понібой розуміє, що Даллас сам хотів померти після того, як втратив, по суті, єдину людину, яку любив і якою опікувався — Джонні.
Тим часом суд виправдовує Джонні, визнавши, що він убив Сокс в рамках допустимої самооборони. Понібой знаходить записку в книзі «Віднесені вітром», яку повернули з лікарні, лист від Джонні, де той звертається до нього. Джонні пише, що вірш Фроста закликає цінувати ті речі, які в юності здаються тобі чудовими.
В якості останнього шансу перейти в наступний клас Понібой отримує від учителя англійської завдання написати автобіографічний твір, який Понібой починає тими словами, з яких почалася книга: «Коли я вийшов на яскраве світло з темного кінозалу, в голові крутилися дві думки: Пол Ньюман і як дістатись до дому…".